# To Love Again
To Love Again (с англ. — «Полюбить снова») — сборник американской певицы Дайаны Росс, выпущенный в 1981 году лейблом Motown. В альбом были включены как хиты, так и новые записи певицы. Все песни диска были написаны в соавторстве и спродюсированы Майклом Массером.

## Об альбоме
Поскольку в то время Росс находилась в состоянии выхода из Motown, лейбл пытался извлечь максимум выгоды из каталога Росс, которая в то время находилась на пике популярности. И хотя лейбл мог всё ещё выпускать синглы из прошлогоднего успешного студийного альбома Diana, в конце 1980 года состоялся релиз сингла «It’s My Turn» в поддержку одноимённого фильма. Баллада, написанная Майклом Массером, имела большой успех в чартах по всему миру. Поэтому к выпуску был подготовлен сборник, состоящий из записей, сделанных при участии продюсера Массера, куда вошли такие супер-хиты как «Touch Me in the Morning» и «Theme from Mahogany (Do You Know Where You’re Going To)», а также новые песни.

## Отзывы критиков
| Оценки критиков               | Оценки критиков |
| Источник                      | Оценка          |
| ----------------------------- | --------------- |
| AllMusic                      | [ 3 ]           |
| Blues & Soul                  | [ 4 ]           |
| Encyclopedia of Popular Music | [ 5 ]           |
| Record Mirror                 | [ 6 ]           |
| The Rolling Stone Album Guide | [ 7 ]           |
| Smash Hits                    | [ 8 ]           |

Музыкальные обозреватели по обе стороны Атлантики благоприятно встретили сборник. Рецензент американского еженедельника Billboard назвал диск антологией сотрудничества Росс с Массером и добавил, что он может стать разочарованием, особенно после выхода Diana, так как пышные, проникновенные баллады, представленные в альбоме, разительно контрастировали с современным урбан-материалом от Chic, и это обстоятельство могло бы помешать перспективам продаж, даже если оно подчёркивало универсальность Росс. Говоря о синглах, он отметил, что они не отличались утончённостью в оркестровках, но не были лишены привлекательности, во многом благодаря страстному исполнению артистки. В журнале Cash Box отметили, что сборник можно вполне назвать дуэтным, поскольку самобытный стиль продюсирования и написания песен Майкла Массера не уступает мастерству исполнения Росс.
Британские коллеги были столь же благодушны. Альф Мартин из Record Mirror писал, что трудно удержаться, когда Росс исполняет «Touch Me in the Morning», «Do You Know Where You’re Going To» и «Crying My Heart Out for You»: «Любите ли вы сладкие сантименты? Комок в горле, слёзы на глазах, все эти душераздирающие вещи, кто лучше споёт это лучше, чем Дайана Росс? Этот бесподобный, страстный голос обволакивает вас, и вы сразу же тянетесь за бумажными носовыми платками». Журнал Record World поместил пластинку в подборку лучших альбомов недели. В апреле 1981 года Фред Деллар в своей заметке для Smash Hits предположил, что даже если это и не последний альбом артистки для Motown, компиляция, которой он поставил 8 из 10 баллов, создаёт впечатление расставания. По мнению критика, у Росс «всё в порядке с вокалом, но кто-то действительно должен умерить её стремление стать Стрейзанд» . По его мнению, она выглядит гораздо лучше, когда танцует щекой к щеке с Chic. Джон Эбби в обзоре для журнала Blues & Soul заявил, что из новых песен ему особенно понравились «One More Chance» и «Stay with Me», но, с его точки зрения, каким бы красивым и утончённым ни был этот лонгплей, сингл «It’s My Turn» и близко не приблизился к успеху «Upside Down» или «I’m Coming Out», и это может свидетельствовать о коммерческом потенциале этой со вкусом оформленной пластинки.

## Коммерческие показатели
Сама Росс практически не имела отношения к компиляции или продюсированию пластинки, поэтому не продвигала её, отчего результаты были не блестящими, особенно в сравнении с предыдущим LP. 14 марта 1981 года To Love Again достиг пика на 32-м месте в чарте Billboard Top LPs & Tape, пробыв там в общей сложности 14 недель. В профильном рейтинге Hot Soul LPs пластинка пробыла 16 недель, высшей позицией для неё стала также 16-я строчка. Выпущенный в поддержку альбома сингл «One More Chance» достиг 79-го места в «горячей сотне», 54-го в Hot Soul Singles и 49-го в Великобритании. Последний релиз из этого сборника, «Cryin’ My Heart Out for You», был выпущен в мае 1981 года, уже после того, как стало известно о заключении сделки Росс с RCA.

## Список композиций

### Оригинальный релиз
| №                   | Название                           | Автор(ы)                          | Источник                                                              | Длительность |
| ------------------- | ---------------------------------- | --------------------------------- | --------------------------------------------------------------------- | ------------ |
| 1.                  | «It’s My Turn»                     | Майкл Массер, Кэрол Байер-Сейджер | звуковая дорожка к фильму «Теперь мой ход»                            | 3:53         |
| 2.                  | «Stay with Me»                     | Джерри Гоффин, Майкл Массер       | запись 1981 года                                                      | 3:40         |
| 3.                  | «One More Chance»                  | Джерри Гоффин, Майкл Массер       | запись 1981 года                                                      | 4:18         |
| 4.                  | «Cryin’ My Heart Out for You»      | Майкл Массер, Алли Уиллис         | запись 1981 года                                                      | 3:44         |
| 5.                  | «Theme from Mahagony»              | Джерри Гоффин, Майкл Массер       | звуковая дорожка к фильму «Красное дерево» и альбом Diana Ross (1976) | 3:20         |
| 6.                  | «I Thought It Took a Little Time»  | Майкл Массер, Пэм Сойер           | альбом Diana Ross (1976)                                              | 3:18         |
| 7.                  | «To Love Again»                    | Джерри Гоффин, Майкл Массер       | альбом Ross (1978)                                                    | 3:34         |
| 8.                  | «No One’s Gonna Be a Fool Forever» | Майкл Массер, Пэм Сойер           | альбом Last Time I Saw Him (1973)                                     | 3:30         |
| 9.                  | «Touch Me in the Morning»          | Майкл Массер, Рон Миллер          | альбом Touch Me in the Morning (1973)                                 | 3:20         |
| Общая длительность: | Общая длительность:                | Общая длительность:               | Общая длительность:                                                   | 32:37        |

### Переиздание 2003 года
В 2003 году сборник был переиздан с добавлением других баллад, включая ранее неизданные «Share Some Love» и «We’re Always Saying Goodbye». Многие песни также впервые появились на компакт-диске. В треклист даже попал дуэт с Лайонелом Ричи «Endless Love», а также выпущенный промосинглом другой их дуэт «Dreaming of You», оба прозвучали в фильме «Бесконечная любовь».
| №                   | Название                                                                    | Автор(ы)                               | Источник                                                                                               | Длительность |
| ------------------- | --------------------------------------------------------------------------- | -------------------------------------- | --- | ------------ |
| 1.                  | «It’s My Turn»                                                              | Майкл Массер, Кэрол Байер-Сейджер      | звуковая дорожка к фильму «Теперь мой ход»                                                             | 3:59         |
| 2.                  | «Stay with Me»                                                              | Джерри Гоффин, Майкл Массер            | запись 1981 года                                                                                       | 3:44         |
| 3.                  | «One More Chance»                                                           | Джерри Гоффин, Майкл Массер            | запись 1981 года                                                                                       | 4:24         |
| 4.                  | «Cryin’ My Heart Out for You»                                               | Майкл Массер, Алли Уиллис              | запись 1981 года                                                                                       | 3:50         |
| 5.                  | «The Theme from Mahogany (Do You Know Where You’re Going To?)» (Single Mix) | Джерри Гоффин, Майкл Массер            | звуковая дорожка к фильму «Красное дерево» и альбом Diana Ross (1976)                                  | 3:26         |
| 6.                  | «I Thought It Took a Little Time (But Today I Fell in Love)»                | Майкл Массер, Пэм Сойер                | альбом Diana Ross (1976)                                                                               | 3:27         |
| 7.                  | «To Love Again»                                                             | Джерри Гоффин, Майкл Массер            | альбом Ross (1978)                                                                                     | 4:11         |
| 8.                  | «No One’s Gonna Be a Fool Forever» (Single Mix)                             | Майкл Массер, Пэм Сойер                | альбом Last Time I Saw Him (1973)                                                                      | 3:22         |
| 9.                  | «Touch Me in the Morning» (Extended Single Mix)                             | Майкл Массер, Рон Миллер               | альбом Touch Me in the Morning (1973)                                                                  | 3:59         |
| 10.                 | «Love Me»                                                                   | Том Бэрд, Ник Зессес, Дино Фекарис     | альбом Last Time I Saw Him (1973)                                                                      | 2:59         |
| 11.                 | «Stop, Look, Listen (To Your Heart)» (Alternate Mix)                        | Том Белл, Линда Крид                   | альбом Diana & Marvin (1973)                                                                           | 2:58         |
| 12.                 | «Together» (Single Mix)                                                     | Майкл Массер, Пэм Сойер                | би-сайд внеальбомного сингла 1975 года, ремикшированная версия была представлена в альбоме Ross (1978) | 3:19         |
| 13.                 | «After You»                                                                 | Майкл Массер, Рон Миллер               | звуковая дорожка к фильму «Красное дерево» и альбом Diana Ross (1976)                                  | 4:14         |
| 14.                 | «Too Shy to Say»                                                            | Стиви Уандер                           | альбом Baby It’s Me (1977)                                                                             | 3:18         |
| 15.                 | «Come In from the Rain»                                                     | Мелисса Манчестер, Кэрол Байер-Сейджер | альбом Baby It’s Me (1977)                                                                             | 4:02         |
| 16.                 | «Never Say I Don’t Love You»                                                | Грег Райт, Карин Паттерсон             | альбом Ross (1978)                                                                                     | 3:53         |
| 17.                 | «Share Some Love»                                                           | Грег Райт, Карин Паттерсон             | ранее неизданная запись                                                                                | 4:08         |
| 18.                 | «Dreaming of You» (дуэт с Лайонелом Ричи)                                   | Томас МакКлэри, Лайонел Ричи           | звуковая дорожка к фильму «Бесконечная любовь» (1981)                                                  | 4:35         |
| 19.                 | «Endless Love» (дуэт с Лайонелом Ричи)                                      | Лайонел Ричи                           | звуковая дорожка к фильму «Бесконечная любовь» (1981)                                                  | 4:29         |
| 20.                 | «We’re Always Saying Goodbye»                                               | Рон Миллер, Терри Этлингер             | ранее неизданная запись                                                                                | 2:31         |
| Общая длительность: | Общая длительность:                                                         | Общая длительность:                    | Общая длительность:                                                                                    | 74:48        |

## Участники записи
| Музыканты - Дайана Росс — вокал - Ли Ритенур — гитара - Тим Мэй — гитара - Ли Склар — бас-гитара - Сид Шарп — концертмейстер (песни 1−4) - Билл Пейн — родес-пиано - Лэрри Нечтел — фортепиано - Майкл Массер — фортепиано - Рик Шлоссер — ударные - Бекки Лопес — бэк-вокал (песни 2−4) - Джулия Уотерс-Тилман (песни 2−4) - Максин Уотерс-Уиллард (песни 2−4) | Технический персонал - Майкл Массер — продюсер, аранжировщик - Дик Богарт — звукорежиссёр (песни 1−4) - Майк Литц — звукорежиссёр (песни 1−4) - Расс Террана — звукорежиссёр (песни 1−4) - Джинни Палланте — ассистент звукорежиссёра (песни 1−4) - Тони Авторе — ассистент звукорежиссёра (песни 1−4) - Сюзанна де Пассе Ла Мар — исполнительный продюсер - Сюзанна Костон — руководитель проекта - Джон Матоусек — мастеринг-инженер Дизайн обложки - Джинни Ливингстон — арт-директор, дизайнер - Дуглас Киркланд — фотограф |

Все данные взяты из аннотации к альбому.

## Чарты
| Чарт (1981)                                     | Высшая позиция |
| ----------------------------------------------- | -------------- |
| Великобритания (UK Albums Chart)                | 26             |
| Германия (Offizielle Top 100)                   | 62             |
| Италия (Billboard)                              | 16             |
| Нидерланды (Album Top 100)                      | 39             |
| Норвегия (VG-lista)                             | 17             |
| США (Billboard Top LPs & Tape)                  | 32             |
| США (Billboard Hot Soul LPs)                    | 16             |
| США (Cash Box Top 100 Albums)                   | 24             |
| США (Cash Box Top 75 Black Contemporary Albums) | 15             |
| США (Record World Top Albums)                   | 27             |
| США (Record World Top Black Oriented Albums)    | 15             |
| Финляндия (Suomen virallinen lista)             | 9              |
| Швеция (Sverigetopplistan)                      | 35             |